# Бібілов Анатолій Ілліч
Анатолій Ілліч Бібілов (ос. Бибылты Ильяйы фырт Анатолий, груз. ანატოლი ილიჩ ბიბილოვი; нар. 6 лютого 1970, Цхінвалі, Грузинська РСР, СРСР) — державний, політичний і військовий діяч Південної Осетії, президент Республіки Південна Осетія з 21 квітня 2017 до 24 травня 2022 року.
Голова Парламенту Республіки Південна Осетія з 23 червня 2014 року до 18 квітня 2017 року. Голова МНС Південної Осетії (жовтня 2008 — липень 2014). Учасник російсько-грузинської війни (2008), генерал-лейтенант ЗС Росії.

## Біографія
Народився 6 лютого 1970 року в Цхінвалі в сім'ї робітників. Сім'я Бібілових походить із села Тбет. Після восьмого класу вступив до спеціалізованої школи-інтернату з поглибленим вивченням російської мови та посиленою військово-фізичною підготовкою ім. генерал-полковника Леселідзе у Тбілісі.
1988 року вступив до Рязанського училища ВДВ ім. Ленінського Комсомолу. Був чемпіоном училища та Псковської дивізії з армійського рукопашного бою.
Після закінчення училища було розподілено в 76-ю Псковську повітряно-десантну дивізію, у якій на той момент формувався зведений батальйон для миротворчої операції в Південній Осетії. 1992 року в складі цього батальйону повернувся до Південної Осетії. Потім служив у Збройних Силах Південної Осетії, де командував ротою спеціального призначення.
З 1996 до 1998 року жив і працював у Києві.
З 1998 до 2008 року служив у північно-осетинському батальйоні миротворчих сил у Південній Осетії на посаді командира роти, а потім заступником командира батальйону.
У серпні 2008 року брав активну участь у бойових діях під час збройного конфлікту з Грузією. Один із тих, хто організував оборону одного з районів Цхінвала, а потім і зачистку міста від грузинських військ. У ході військових дій отримав два поранення, але залишився у строю.
У жовтні 2008 року призначений головою Міністерства у справах цивільної оборони, надзвичайних ситуацій та ліквідації наслідків стихійного лиха РПО, яке фактично створював з нуля. Має звання генерал-лейтенанта.
Брав участь у президентських виборах 2011 року, де набрав 40 % голосів виборців, програвши Аллі Джиоєвій. Згодом результати виборів було скасовано Верховним судом. 2012 року відбулися нові вибори, на яких здобув перемогу Леонід Тібілов; Анатолій Бібілов у них не брав участі.
У першому турі президентських виборів 13 листопада 2011 Анатолій Бібілов набрав 25,44 % голосів і вийшов у другий тур. 21 листопада 2011 року президент РФ Дмитро Медведєв зустрівся з кандидатом у президенти Південної Осетії Анатолієм Бібіловим під час свого візиту до Владикавказу. Чимало експертів сприйняли це як підтримку його кандидатури Росією на виборах у Південній Осетії. У другому турі виборів Бібілов імовірно набрав менше голосів, ніж інший кандидат — Алла Джиоєва. Про це можна судити за офіційно оголошеними попередніми результатами, проте підсумки виборів не було підбито — Верховний суд РПО за скаргою партії «Єдність» визнав вибори недійсними.
У вересні 2012 року створив партію «Єдина Осетія» та був обраний її головою. На парламентських виборах 2014 року партія посіла перше місце і здобула 20 мандатів з 34.

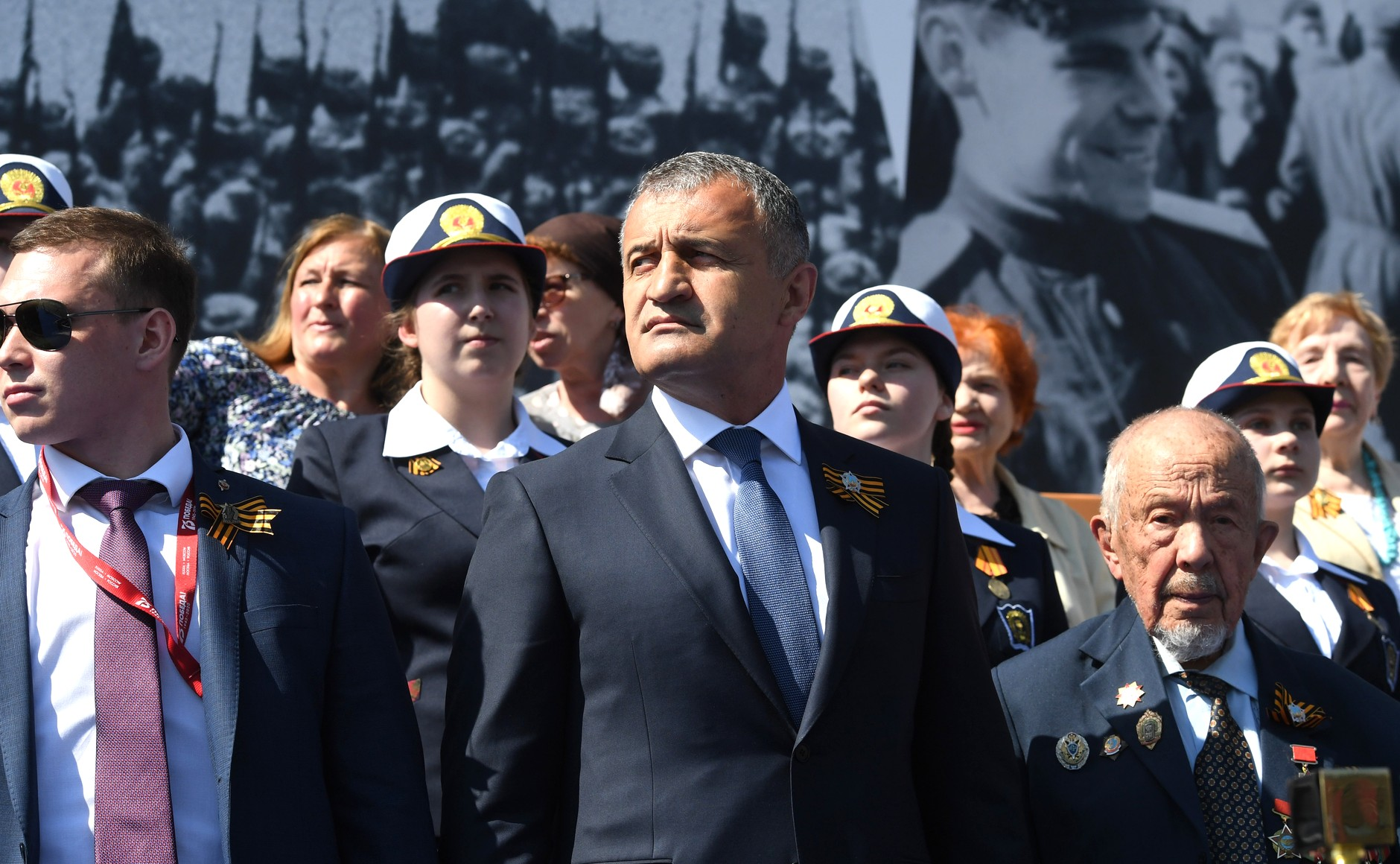
Бібілов на параді на Червоній площі. Москва, 24 червня 2020 року

На президентських виборах 2017 року Бібілов здобув перемогу над чинним президентом Леонідом Тибіловим, набравши 54,8 % голосів.
На виборах 2022 року програв Алану Гаглоєву.

## Сім'я
Одружений, виховує чотирьох дітей.

## Нагороди
- Орден «Уацамонга» (2008 рік, Південна Осетія).
- Орден Дружби (1 вересня 2011 року, Росія) — за великий внесок у розвиток російсько-південноосетинських відносин[11].
- Орден Омейядов 1 класу (2018 рік, Сирія)[12]
- Орден Республіки (2019 рік, ДНР)[13]

## Санкції
У вересні 2015 року включений до списку санкцій України. Анатолія Бібілова визнано особою, яка створює «реальні та/або потенційні загрози національним інтересам, національній безпеці, суверенітету та територіальній цілісності України». Під це визначення Бібілов, ймовірно, потрапив через неодноразові візити до невизнаних ДНР і ЛНР, а також до Криму.